# Comuna Komendantivka, Kobeleakî
Komendantivka (în ucraineană Комендантівка) este o comună în raionul Kobeleakî, regiunea Poltava, Ucraina, formată din satele Ceremușkî, Dabînivka, Kolisnîkî, Komendantivka (reședința), Krînîcine, Oleksandria, Pîlîpenkî și Porubaii.

## Demografie
Componența lingvistică a comunei Komendantivka
     Ucraineană (95,76%)
     Rusă (2,89%)
     Alte limbi (0,28%)
Conform recensământului din 2001, majoritatea populației comunei Komendantivka era vorbitoare de ucraineană (95,76%), existând în minoritate și vorbitori de rusă (2,89%).